# Hemsedal Kirke
Hemsedal kirke (Hemsedal kyrkje) er en kirke i Trøim, Hemsedal kommune, Buskerud fylke.
Kirken er opført i træ i 1882, og den har 420 pladser.